# Klaus von Heusinger
Klaus von Heusinger (* 22. September 1962 in Kassel) ist ein deutscher Sprachwissenschaftler.

## Biografie
Das Studium (1984–1990) der Allgemeinen Sprachwissenschaft, der Philosophie, der Künstlichen Intelligenz und der Orientalischen Sprachen an der Universität Konstanz und der University of Edinburgh schloss er 1990 mit dem Magister in Sprachwissenschaft und Philosophie an der Universität Konstanz ab. Von 1990 bis 1997 war er wissenschaftlicher Mitarbeiter an der Universität Konstanz. Nach der Promotion 1992 in Linguistik an der Universität Konstanz: Epsilon-Ausdrücke als Semanteme für definite und indefinite Nominalphrasen und anaphorische Pronomen hatte er von 1997 bis 1999 ein Habilitationsstipendium an der Universität Konstanz (und Research Fellow am Linguistics Research Center der University of California, Santa Cruz).
Nach der Habilitation 1999 an der Universität Konstanz: Intonation and Information Structure hatte er von 2000 bis 2003 ein Heisenberg-Stipendium an der Universität Konstanz (und Research Fellow am Centre for Cognitive Science an der University of Edinburgh). Von 2003 bis 2012 lehrte er auf der Professur für Allgemeine und Germanistische Sprachwissenschaft an der Universität Stuttgart. In den Jahren 2010 und 2011 wurde Klaus von Heusinger mit einem Senior Fellowship des Zukunftskollegs der Universität Konstanz ausgezeichnet. Seit 2012 ist er Professor für Germanistische Linguistik, Institut für deutsche Sprache und Literatur 1 an der Universität zu Köln. Er ist verheiratet mit Sabine von Heusinger.
2014 wurde er zum Mitglied der Academia Europaea gewählt.

## Schriften (Auswahl)
Monographien
- Salienz und Referenz. Der Epsilonoperator in der Semantik der Nominalphrase und anaphorischer Pronomen (= Studia grammatica. Bd. 43). Akademie-Verlag, Berlin 1997, ISBN 3-05-003152-2.

Herausgeberschaften
- mit Claudia Maienborn und Paul Portner: Semantics. De Gruyter Mouton, Berlin 2011, ISBN 3-11-018523-7.
- mit Claudia Maienborn und Paul Portner: Semantics – typology, diachrony and processing. De Gruyter Mouton, Berlin 2019, ISBN 3-11-058724-6.